# Mariinski Possad
Mariinski Possad (en russe : Мариинский Посад ; en tchouvache : Сĕнтĕрвăрри) est une ville de la république de Tchouvachie, en Russie, et le centre administratif du raïon de Mariinski Possad. Sa population s'élevait à 8 878 habitants en 2014.

## Géographie
Mariinski Possad est située sur la rive droite de la Volga, à 31 km à l'est de Tcheboksary, la capitale de la république, à 94 km au nord-ouest de Kazan et à 631 km à l'est de Moscou.

## Histoire
Mariinski Possad s'est développée à partir d'un village nommé Soundyr (Сундырь), fondé en 1620 et dont le nom vient de la rivière Soundyrka, un affluent de la Volga. Il est renommé Mariinski Possad après que l'impératrice consort Maria Alexandrovna eut accordé le statut de ville à la localité en 1856.
Les environs possèdent une riche vie sauvage, protégée dans plusieurs parcs et réserves, qui en font une destination populaire de tourisme écologique.

## Population
Recensements (*) ou estimations de la population
| 1897* | 1926* | 1939* | 1959* | 1970*  | 1979*  |
| ----- | ----- | ----- | ----- | ------ | ------ |
| 5 000 | 4 584 | 7 200 | 8 805 | 10 239 | 10 025 |

| 1989*  | 2002*  | 2010* | 2012  | 2013  | 2014  |
| ------ | ------ | ----- | ----- | ----- | ----- |
| 10 443 | 10 273 | 9 088 | 9 019 | 8 892 | 8 778 |

## Économie
Mariinski Possad compte des usines de produits alimentaires, de mécanique et de matériaux de construction, une usine de câbles, une distillerie et des ateliers de réparation automobile. 